# Zygmunt Puławski
Zygmunt Puławski (Lublin 24.10.1901 - Varsovia 21.03.1931) fue un piloto y diseñador de aviones polaco. Inventor del diseño llamado "tipo de ala gaviota, también conocido como" ala Puławski ", además fue el diseñador una serie de cazas que fueron producidos por la compañía estatal polaca Państwowe Zakłady Lotnicze (PZL).

## Años de escuela y estudios
A principios de 1920 ingresa de la Escuela de Comercio. En el verano de 1920, durante la Guerra polaco-soviética luchó como voluntario. En el otoño de 1920, comenzó sus estudios en la Facultad de Ingeniería Mecánica en la Universidad de Varsovia, perteneciendo al Club de la Sección de Mecánica de Aviación, donde construyó varios planeadores. Durante sus estudios se distinguió por su gran capacidad y conocimientos técnicos, desarrollando el diseño de una aeronave en 1924 por el que recibiría un premio del Ministerio del Ejército. En 1925 se graduó en la Universidad, recibiendo el título de Ingeniero, desplazándose seguidamente a Francia donde trabajaría en prácticas en la firma Breguet.
Más tarde regresó a su país para cumplir su servicio militar en la escuela de aviación militar de Bydgoszcz y convertirse en piloto, en 1927 se convirtió en el diseñador principal de los Talleres Centrales de Aviación (CWL) en Varsovia, que pronto se reorganizó en el P.Z.L.

## Diseño de aeronaves
A requerimiento del ejército polaco, en 1928 Puławski diseñó el caza de configuración monoplana de ala alta con estructura totalmente metálica propulsado por un motor en línea Hispano-Suiza, PZL P.1. Para el P.1, inventó un diseño de ala tipo gaviota; con ello Pulawski intentaba proporcionar al piloto un campo de visión hacia adelante superior a la media de entonces. El P.1 fue volado en 1929 despertando un gran interés en el mundo aeronáutico. Tal tipo de ala fue también conocido como "ala Puławski" o "ala polaca" y posteriormente fue copiado en algunos otros diseños en el mundo. No se produjo el P.1, en favor de los diseños siguientes de Puławski con motores radiales británicos Bristol construidos bajo licencia, preferidos por la fuerza aérea polaca. Un desarrollo del P.1 fue el  PZL P.6 que con un motor radial Bristol Jupiter, voló por primera vez en 1930. Con el piloto Bolesław Orliński, ganó las National Air Races en los Estados Unidos, siendo considerado el mejor caza del mundo por parte de la prensa militar en esos momentos. Su variante mejorada, PZL P.7, fue producido en número de 150 ejemplares para la Fuerza Aérea Polaca. A principios de 1931 Puławski diseñó el caza PZL P.8, regresando a su motor favorito en línea. En 1930, también recibió la orden para empezar a trabajar en un desarrollo del P.7/II, con un motor más potente y el trabajo de diseño terminó por ser el PZL P.11.

## Trágica muerte
Puławski también volaba aeronaves en el Aeroclub de Varsovia. Murió el 21 de marzo de 1931 en un accidente de su nuevo diseño, el prototipo de hidroavión anfibio PZL P.12 en su sexto vuelo de pruebas en Varsovia, a la edad de 29 años (el avión cayó debido al fuerte viento, después de despegar). Después de su muerte, el proyecto del PZL P.11 fue terminado por Wsiewołod Jakimiuk, convirtiéndose en el principal caza polaco durante la invasión de Polonia de 1939. Además, un modelo de exportación más rápido, el PZL P.24, basado enteramente en las características de la construcción de Puławski, fue desarrollado y vendido a Bulgaria, Grecia, Rumania y Turquía. Puławski fue uno de los más importantes diseñadores aeronáuticos de aquella época. En parte debido a su muerte, los cazas de Puławski, considerados modernos a principios de la década de 1930, no habían sido reemplazados con sucesores más avanzados antes de 1939, cuando ya estaban obsoletos.
- Datos: Q245387
- Multimedia: Zygmunt Puławski / Q245387